# Slowakische Meisterschaften im Biathlon 2011
Die Slowakischen Meisterschaften im Biathlon 2012 (Majstrovstvá Slovenska v biatlone) fanden an mehreren Terminen zwischen dem Ende des Vorjahres für Frauen und Männer in verschiedenen Altersklassen statt. Neben einem Einzel wurden jeweils zwei Meisterschaften im Sprint und im Massenstart ausgetragen.

## Männer

### Sprint 1
| Platz | Starter           | Verein       | Schießfehler | Zeit     |
| ----- | ----------------- | ------------ | ------------ | -------- |
| 1     | Pavol Hurajt      | VŠC DU BB    | 0-0          | 29:34,3  |
| 2     | Dušan Šimočko     | VŠC DU BB    | 0-2          | +0:49,5  |
| 3     | Miroslav Matiaško | VŠC DU BB    | 0-2          | +1:15,8  |
| 4     | Norbert Gröne     | Osrblie      | 1-2          | +2:57,8  |
| 5     | Peter Kazár       | Predajná     | 1-0          | +4:52,7  |
| 6     | Lukáš Olejár      | TU Zvolen    | 3-2          | +6:46,9  |
| 7     | Peter Regúly      | Vyhne        | 2-1          | +8:07,7  |
| 8     | Peter Ridzoň      | Osrblie      | 2-2          | +8:28,3  |
| 9     | Ľuboslav Palguta  | TU Zvolen    | 2-2          | +9:53,9  |
| 10    | Marek Baloga      | Fox team PO  | 4-2          | +15:41,4 |
| dns   | Peter Ivanek      | ŠKP Čadca-Sk |              |          |
| dns   | Radovan Hasilla   | Osrblie      |              |          |

Datum: 29. Dezember 2010
Am Start waren acht der zehn gemeldeten Starter. Neben den Slowaken traten auch die Polen Grzegorz Bril, Maciej Nędza-Kubiniec, Rafał Lepel, Grzegorz Jakubowicz, Mateusz Wieczorek, Mateusz Jablonka, Patryk Czakon und Marcin Skowron an, die jedoch nicht für die Meisterschaft gewertet wurden. Grzegorz Guzik startete trotz Meldung nicht.

### Massenstart 1
| Platz | Starter           | Verein      | Schießfehler | Zeit     |
| ----- | ----------------- | ----------- | ------------ | -------- |
| 1     | Miroslav Matiaško | VŠC DU BB   | 0 0 1 0      | 38:09,3  |
| 2     | Pavol Hurajt      | VŠC DU BB   | 0 1 1 1      | +1:03,8  |
| 3     | Dušan Šimočko     | VŠC DU BB   | 1 0 2 1      | +1:36,1  |
| 4     | Peter Kazár       | Predajná    | 1 1 0 0      | +4:32,2  |
| 5     | Norbert Gröne     | Osrblie     | 2 1 3 1      | +4:41,7  |
| 6     | Lukáš Olejár      | TU Zvolen   | 1 3 0 1      | +7:57,0  |
| 7     | Peter Regúly      | Vyhne       | 1 0 1 1      | +10:24,1 |
| 8     | Radovan Hasilla   | Osrblie     | 5 3 0 3      | +12:23,3 |
| dnf   | Peter Ridzoň      | Osrblie     | 1 3          |          |
| dns   | Ľuboslav Palguta  | TU Zvolen   |              |          |
| dns   | Marek Baloga      | Fox team PO |              |          |

Datum: 30. Dezember 2010
Am Start waren neun der zehn gemeldeten Athleten, einer beendete das Rennen nicht. Die acht gemeldeten polnischen Biathleten starteten nicht.

### Einzel
| Platz | Starter           | Verein       | Schießfehler | Zeit     |
| ----- | ----------------- | ------------ | ------------ | -------- |
| 1     | Pavol Hurajt      | VŠC DU BB    | 0-0-0-0      | 51:00,9  |
| 2     | Miroslav Matiaško | VŠC DU BB    | 1-1-0-1      | +5:14,1  |
| 3     | Norbert Gröne     | Osrblie      | 0-3-0-3      | +9:11,3  |
| 4     | Peter Kazár       | Predajná     | 1-1-3-2      | +10:15,8 |
| 5     | Lukáš Olejár      | TU Zvolen    | 0-3-1-2      | +13:08,9 |
| 6     | Ľuboslav Palguta  | TU Zvolen    | 1-2-2-2      | +15:26,5 |
| 7     | Peter Ridzoň      | Osrblie      | 3-3-0-1      | +16:56,0 |
| 8     | Peter Ivanek      | ŠKP Čadca-Sk | 1-1-1-1      | +17:08,4 |
| 9     | Tomáš Rusňák      | ŠKP Š.Pleso  | 3-3-0-3      | +17:57,8 |
| dns   | Martin Otčenáš    | VŠC DU BB    |              |          |

Datum: 12. Februar 2011
Am Start waren neun der zehn gemeldeten Biathleten, zudem Gaststarter aus Polen und Tschechien.

### Sprint 2
| Platz | Starter          | Verein       | Schießfehler | Zeit    |
| ----- | ---------------- | ------------ | ------------ | ------- |
| 1     | Norbert Gröne    | Osrblie      | 3-0          | 30:36,4 |
| 2     | Peter Kazár      | Predajná     | 1-3          | +1:09,4 |
| 3     | Peter Ridzoň     | Osrblie      | 2-0          | +2:27,1 |
| 4     | Peter Regúly     | Vyhne        | 2-3          | +3:32,6 |
| 5     | Lukáš Olejár     | TU Zvolen    | 2-3          | +3:38,1 |
| 6     | Ľuboslav Palguta | TU Zvolen    | 1-3          | +4:18,3 |
| 7     | Radovan Hasilla  | Osrblie      | 2-5          | +4:37,7 |
| 8     | Peter Ivanek     | SKP Čadca-Sk | 0-2          | +6:26,3 |

Datum: 5. März 2011
Am Start waren alle acht gemeldeten Starter.

### Massenstart 2
| Platz | Starter          | Verein       | Schießfehler | Zeit    |
| ----- | ---------------- | ------------ | ------------ | ------- |
| 1     | Peter Kazár      | Predajná     | 0 1 2 2      | 47:28,9 |
| 2     | Norbert Gröne    | Osrblie      | 1 5 3 0      | +2:17,1 |
| 3     | Peter Ridzoň     | Osrblie      | 1 3 2 2      | +4:58,0 |
| 4     | Peter Regúly     | Vyhne        | 3 0 3 2      | +5:29,9 |
| 5     | Radovan Hasilla  | Osrblie      | 1 1 5 4      | +5:38,8 |
| 6     | Ľuboslav Palguta | TU Zvolen    | 3 3 2 1      | +6:10,3 |
| 7     | Lukáš Olejár     | TU Zvolen    | 3 2 3 3      | +7:01,1 |
| dns   | Peter Ivanek     | SKP Čadca-Sk |              |         |

Datum: 6. März 2011
Am Start waren sieben der acht gemeldeten Sportler.

## Frauen

### Sprint 1
| Platz | Starter            | Verein     | Schießfehler | Zeit    |
| ----- | ------------------ | ---------- | ------------ | ------- |
| 1     | Anastasiya Kuzmina | VŠC DU BB  | 1-0          | 21:07,8 |
| 2     | Jana Gereková      | VŠC DU BB  | 0-2          | +1:31,8 |
| 3     | Martina Chrapánová | VŠC DU BB  | 0-1          | 2:24,7  |
| 4     | Natália Prekopová  | VŠC DU BB  | 1-1          | +3:30,6 |
| 5     | Terézia Poliaková  | Osrblie    | 1-0          | +4:59,3 |
| 6     | Michaela Schonová  | MŠK Brezno | 0-1          | +6:35,9 |
| dsq   | Martina Halinárová | VŠC DU BB  | 0-2          |         |
| dns   | Ľubomíra Kalinová  | VŠC DU BB  |              |         |
| dns   | Jana Šarišská      | Prešov     |              |         |

Datum: 29. Dezember 2010
Am Start waren sieben der neun gemeldeten Starterinnen aus der Slowakei. Zudem starteten aus Polen Monika Hojnisz, Paulina Bobak, Karolina Pitoń, Beata Szymańczak, Patrycja Hojnisz und Martyna Jedynak. Die gemeldete Ungarin Judit Füleki startete nicht. Gewertet wurden für die Meisterschaft nur die Starter aus der Slowakei.

### Massenstart 1
| Platz | Starter            | Verein     | Schießfehler | Zeit    |
| ----- | ------------------ | ---------- | ------------ | ------- |
| 1     | Martina Halinárová | VŠC DU BB  | 0-1-0-0      | 40:51,0 |
| 2     | Martina Chrapánová | VŠC DU BB  | 2-0-0-1      | +0:53,1 |
| 3     | Natália Prekopová  | VŠC DU BB  | 2-1-1-2      | +3:12,4 |
| 4     | Terézia Poliaková  | Osrblie    | 1-1-1-3      | +6:59,8 |
| dns   | Michaela Schonová  | MŠK Brezno |              |         |

Datum: 30. Dezember 2010
Am Start waren vier der fünf gemeldeten Biathletinnen. Sechs gemeldete polnische Starterinnen traten ebenfalls nicht an.

### Einzel
| Platz | Starter            | Verein     | Schießfehler | Zeit    |
| ----- | ------------------ | ---------- | ------------ | ------- |
| 1     | Jana Gereková      | VŠC DU BB  | 2-1-2-1      | 55:09,9 |
| 2     | Martina Halinárová | VŠC DU BB  | 2-2-0-0      | +1:19,7 |
| 3     | Terézia Poliaková  | Osrblie    | 1-2-1-4      | +9:06,7 |
| dns   | Eva Lehotská       | Predajná   |              |         |
| dns   | Jana Šarišská      | Prešov     |              |         |
| dns   | Michaela Schonová  | MŠK Brezno |              |         |
| dns   | Natália Prekopová  | VŠC DU BB  |              |         |

Datum: 12. Februar 2011
Am Start waren drei der sieben gemeldeten Athletinnen.

### Sprint 2
| Platz | Starter           | Verein     | Schießfehler | Zeit    |
| ----- | ----------------- | ---------- | ------------ | ------- |
| 1     | Terézia Poliaková | Osrblie    | 0-1          | 29:44,7 |
| 2     | Eva Lehotská      | Predajná   | 1-2          | 2:50,6  |
| dns   | Michaela Schonová | MŠK Brezno |              |         |

Datum: 5. März 2011
Am Start waren zwei der drei gemeldeten Athletinnen.

### Massenstart 2
| Platz | Starter           | Verein   | Schießfehler | Zeit    |
| ----- | ----------------- | -------- | ------------ | ------- |
| 1     | Terézia Poliaková | Osrblie  | 2 2 2 2      | 50:29,3 |
| 2     | Eva Lehotská      | Predajná | 3 3 3 3      | +4:22,0 |

Datum: 6. März 2011
Am Start waren alle beide gemeldete Biathletinnen.

## Belege
1. 1 2  Ergebnisse des ersten Sprints (Seite nicht mehr abrufbar, festgestellt im Mai 2019. Suche in Webarchiven)  Info: Der Link wurde automatisch als defekt markiert. Bitte prüfe den Link gemäß Anleitung und entferne dann diesen Hinweis.
2. ↑  Resultate Massenstart 1 (Seite nicht mehr abrufbar, festgestellt im Mai 2019. Suche in Webarchiven)  Info: Der Link wurde automatisch als defekt markiert. Bitte prüfe den Link gemäß Anleitung und entferne dann diesen Hinweis.
3. ↑  Resultate des Einzels (Seite nicht mehr abrufbar, festgestellt im Mai 2019. Suche in Webarchiven)  Info: Der Link wurde automatisch als defekt markiert. Bitte prüfe den Link gemäß Anleitung und entferne dann diesen Hinweis.
4. ↑  Resultate Sprint 2 (Seite nicht mehr abrufbar, festgestellt im Mai 2019. Suche in Webarchiven)  Info: Der Link wurde automatisch als defekt markiert. Bitte prüfe den Link gemäß Anleitung und entferne dann diesen Hinweis.
5. ↑  Resultate Massenstart 2 (Seite nicht mehr abrufbar, festgestellt im Mai 2019. Suche in Webarchiven)  Info: Der Link wurde automatisch als defekt markiert. Bitte prüfe den Link gemäß Anleitung und entferne dann diesen Hinweis.
6. ↑  Resultat Massenstart 1 (Seite nicht mehr abrufbar, festgestellt im Mai 2019. Suche in Webarchiven)  Info: Der Link wurde automatisch als defekt markiert. Bitte prüfe den Link gemäß Anleitung und entferne dann diesen Hinweis.
7. ↑  Resultate Einzel (Seite nicht mehr abrufbar, festgestellt im Mai 2019. Suche in Webarchiven)  Info: Der Link wurde automatisch als defekt markiert. Bitte prüfe den Link gemäß Anleitung und entferne dann diesen Hinweis.
8. ↑  Resultate des 2. Massenstarts (Seite nicht mehr abrufbar, festgestellt im Mai 2019. Suche in Webarchiven)  Info: Der Link wurde automatisch als defekt markiert. Bitte prüfe den Link gemäß Anleitung und entferne dann diesen Hinweis.